# ロマンティック (森高千里のアルバム)
『ロマンティック』は、森高千里の企画ミニアルバム。1988年7月10日発売。発売元は、ワーナー・パイオニア。

## 解説
- 前作『ミーハー』から間を置かずにリリースされた、夏をテーマにした企画ミニアルバム。森高自身が作詞をしたタイトル曲も収録。
- 当時から森高のサウンドプロデュースを担当してた斉藤英夫は今作では参加していない。
- 全5曲収録の為形式上はミニアルバムとなるのだが、CD自体は当時まだ珍しかった8cmCDとカセットテープのみでリリースされた（CDジャケットは12cmサイズ）。

## 収録曲
1. サンホセへの道〜Do you know the way to San Jose〜
  - Lyrics and Music by H.David・B.Bacharach
  - バート・バカラック「Do you know the way to San Jose」のカバー曲、原詞そのままで歌われている。男性ボーカルは当時森高のサウンドプロデュースをしていた山本拓巳。
2. Romantic-ロマンティック-
  - 作詞：森高千里、作曲・編曲：島健
  - 森高自身が作詞をしたタイトルチューン。
3. あの日のフォトグラフ（ボサノバ・ヴァージョン）
  - 作詞：伊秩弘将、作曲・編曲：島健
  - アルバム『NEW SEASON』収録曲のボサノバアレンジ楽曲。
4. 海岸
  - 作詞：大石誠、作曲・編曲：山本拓巳
5. 静かな夏
  - 作詞：久和カノン、作曲・編曲：山本拓巳